# Pelau

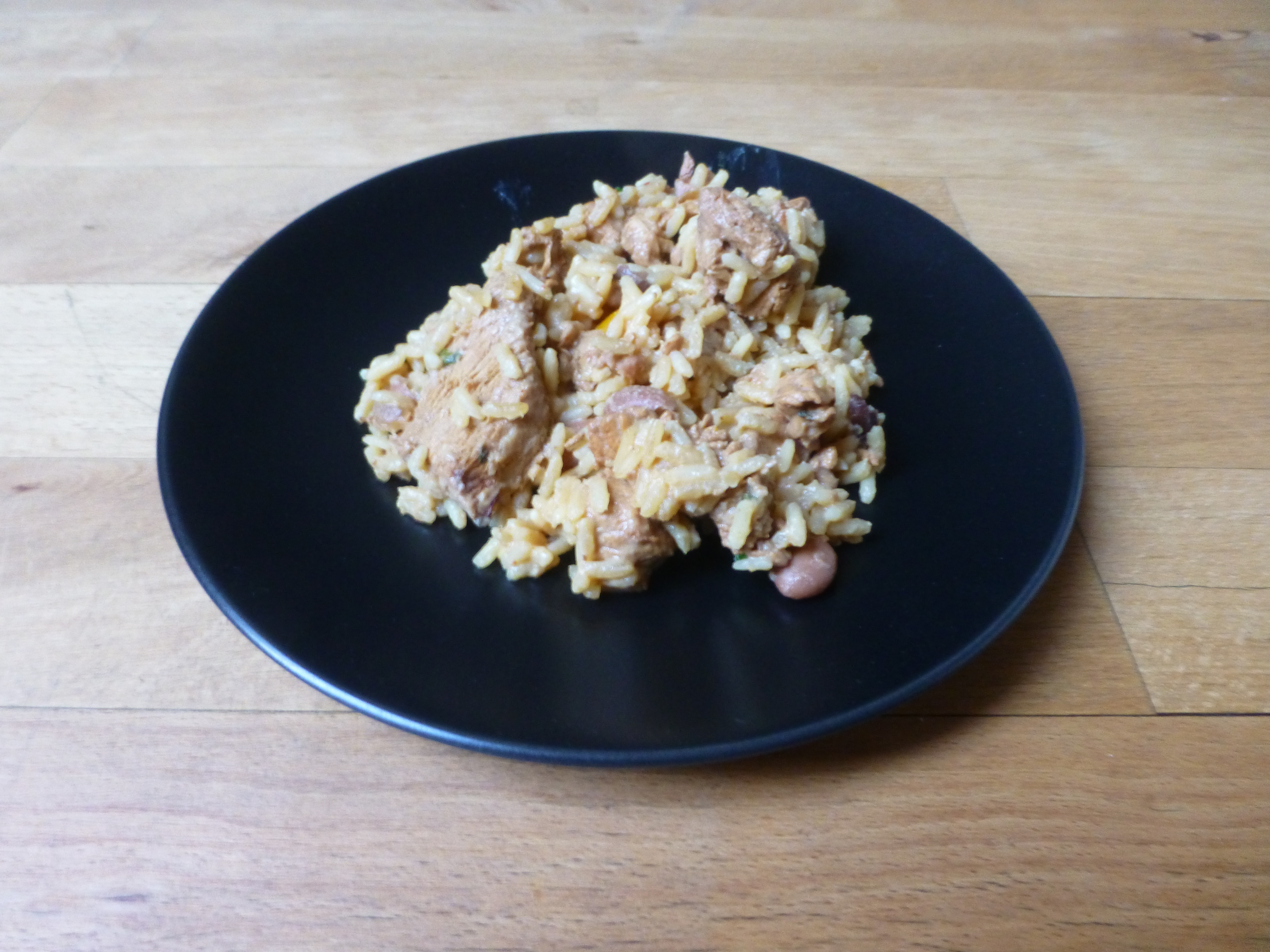
Pelau mit Huhn

Pelau ist ein traditionelles Reisgericht der trinidadischen Küche.

## Bestandteile und Herkunft
Hauptzutaten des Gerichts sind Fleisch (meistens Huhn, Rind oder Ziege, auf Tobago auch Krabbenfleisch), Reis, Straucherbsen oder Augenbohnen, Kokosmilch und Zucker, dazu kommen diverse Gemüse und Gewürze sowie je nach Geschmack optionale Zutaten. Das Fleisch wird in Zucker karamellisiert und nach und nach um die anderen Zutaten ergänzt, so dass sich ein dunkelbrauner Eintopf ergibt. Alternativ können die Zutaten nach dem Anbraten des Fleisches und einem Vorkochen des Reis auch im Ofen gebacken werden. Eine typische Beilage kann z. B. Kuchela sein.
Pelau ist ein naher Verwandter des Pilaw, eines in Zentral- und Vorderasien verbreiteten Reisgerichts. Durch indische Einwanderer gelangte die Zubereitungsweise nach Trinidad. Das Karamellisieren von Fleisch geht auf afrikanische Ursprünge zurück. Im Laufe der Zeit verschmolzen Pilaw, die Karamellisierung von Fleisch und Einflüsse der karibischen Küche unter Einbeziehung lokaler Zutaten zum Pelau.